# Reanimation
《Reanimation》(《[REAИIMATIOИ]》로 양식화함)은 2002년 7월 30일에 발매된 그들의 첫 번째 정규 음반인 《Hybrid Theory》의 후속 음반으로서 미국의 록 밴드 린킨 파크의 첫 번째 리믹스 음반이다. 2001년 《Hybrid Theory》 투어 동안 녹음된 이 곡은 음반의 보너스 트랙을 포함하여 《Hybrid Theory》의 곡들을 리믹스한 것을 특징으로 한다. 이 리믹스 음반은 마이크 시노다가 프로듀싱하고 스파이크 스텐트가 믹스했다. 지금까지의 이 음반은 마이클 잭슨의 《Blood on the Dance Floor: HIStory in the Mix》, 마돈나의 《You Can Dance》, 비틀즈의 《Love》에 이어 역대 5번째로 많이 팔린 리믹스 음반이다.

## 발매 및 홍보

### 싱글
오지의 제이 고든의 〈Points of Authority〉를 리믹스한 〈Pts.OF.Athrty〉는 《Reanimation》의 최초이자 유일한 공식 싱글로 발매되었다. 이 싱글에는 에비던스와 DJ 바부는 파로아헤 몬흐의 추가 보컬과 〈High Voltage〉를 리믹스한 〈H! Vltg3〉와 미국의 음악가 마릴린 맨슨의 〈Buy Myself〉를 리믹스한 〈By Myself〉가 수록되어 있다.
〈Enth E Nd〉, 〈Frgt/10〉, 〈Songs from Reanimation〉, 〈My<Dsmbr〉가 라디오 홍보 싱글로 발매되었다.

### 에디션
《Reanimation》의 표준판은 20개의 트랙이 있는 디지팩 케이스로 나왔다. 일본판은 보너스 트랙으로 〈Buy Myself〉를 포함했다. 아이튠즈 발매작에는 〈Buy Myself〉 외에도 〈One Step Closer〉와 〈My December〉의 라이브 음반도 포함되어 있는데, 원래는 〈Faint〉와 〈Somewhere I Belong〉의 B-사이드로 발매되었다.
또한 〈Pts.Of.Athrty〉, 〈Frgt/10〉, 〈Kyur4 Th Ich〉용 서라운드 사운드와 뮤직 비디오를 포함한 DVD-A 버전도 출시되었다. 린킨 파크 언더그라운드 1.0 회원들은 크리스마스 선물로 DVD-A판을 무료로 받았다.
듀얼디스크 버전의 테스트 발매는 보스턴과 시애틀에서만 판매되었다. 이번 에디션에는 음반 한 면에는 음반이, 다른 한 면에는 특별 콘텐츠가 들어 있었다. 테스트 실행 이상으로 진행되지 않았기 때문에 듀얼디스크 에디션은 구하기 어렵다.
이 음반은 이후 2020년 《Hybrid Theory》 20주년 기념 에디션의 일환으로 CD와 바이닐로 재발매되었으며, 〈Buy Myself〉도 박스셋의 《B-Side Rarities》 컬렉션의 일부로 발매되었다.

## 평가
| 전문가 평가          | 전문가 평가 |
| 총 점수              | 총 점수     |
| 출처                 | 점수        |
| -------------------- | ----------- |
| 메타크리틱           | 60/100      |
| 평가 점수            |             |
| 출처                 | 점수        |
| AllMusic             | [ 6 ]       |
| Entertainment Weekly | B−          |
| The Guardian         | [ 7 ]       |
| Melodic              | [ 8 ]       |
| RapReviews           | 7.5/10      |
| Rolling Stone        | [ 9 ]       |

《Reanimation》은 비평가들로부터 엇갈린 평가를 받았다. 그것은 그것이 특징으로 했던 많은 언더그라운드 힙합 가수들이 더 많은 관객들에게 다가가는 것을 도왔을 뿐만 아니라(노래를 만들고, 구절을 추가 또는 실질적으로 변경하고, 여러 게스트 아티스트를 추가), 완전히 새로운 음반으로 여겨질 정도로 작품의 성격을 크게 변화시켰다. 이 음반은 메타크리틱에서 평균 60점을 받았다. 올뮤직의 평론가 스티븐 토마스 얼와인은 이 음반을 "올뮤직의 올바른 방향으로의 환영할 만한 조치"라고 여겼고, 그는 《Reanimation》이 새로운 장을 열려고 시도했다고 칭찬했다. 린킨 파크는 또한 이 음반이 리믹스와 스튜디오 음반 둘 다로 고려될 수 있다고 말했다. 이 음반은 빌보드 200에서 최고 2위에 올랐고 33주 연속 순위에 머물렀다. 이 음반은 데뷔 주에 27만 장이 팔렸고, 전체로는 거의 200만 장이 팔렸다. 이 음반은 역대 네 번째로 많이 팔린 리믹스 음반이 되었다.

## 곡 목록
모든 곡들은 특별한 언급이 없는 한 린킨 파크에 의해 작사/작곡하였다.
| #   | 제목                                                         | 작사·작곡                                          | 재생 시간 |
| --- | ------------------------------------------------------------ | -------------------------------------------------- | --------- |
| 1.  | 〈Opening〉                                                  | 마이크 시노다                                      | 1:07      |
| 2.  | 〈Pts.OF.Athrty (Feat. 제이 고든)〉                          |                                                    | 3:45      |
| 3.  | 〈Enth E Nd (Feat. 컷마스타 커트, 모션 맨)〉                 |                                                    | 4:00      |
| 4.  | 〈[Chali]〉                                                  |                                                    | 0:23      |
| 5.  | 〈Frgt/10 (Feat. 알키미스트, 찰리 투나)〉                    | 린킨 파크, 마크 웨이크필드, 데이브 패럴            | 3:32      |
| 6.  | 〈P5hng Me A*wy (Feat. 스티븐 리처즈)〉                      |                                                    | 4:38      |
| 7.  | 〈Plc.4 Mie Hæd (Feat. 앰프 라이브, 자이언 아이)〉           | 린킨 파크, 마크 웨이크필드, 데이브 패럴            | 4:20      |
| 8.  | 〈X-Ecutioner Style (Feat. 숀 C, 록 라이다, 블랙 쏫)〉       |                                                    | 1:49      |
| 9.  | 〈H! Vltg3 (Feat. 에비던스, DJ 바부)〉                       | 린킨 파크, 데릭 머피, 로렌조 데칼로스, 맥스웰 딕슨 | 3:30      |
| 10. | 〈[Riff Raff]〉                                              |                                                    | 0:21      |
| 11. | 〈Wth>You (Feat. 에이시열론)〉                               | 린킨 파크, 더스트 브라더스                         | 4:12      |
| 12. | 〈Ntr\Mssion〉                                               | 마이크 시노다                                      | 0:29      |
| 13. | 〈Ppr:Kut (Feat. DJ 치프샷, 주바카, 라스코, 플랜트 아시아)〉 |                                                    | 3:26      |
| 14. | 〈Rnw@y (Feat. 백야드 뱅거스, 피닉스 오리온)〉               | 린킨 파크, 마크 웨이크필드                         | 3:13      |
| 15. | 〈My<Dsmbr (Feat. 미키 페트랄리아, 켈리 알리)〉              |                                                    | 4:17      |
| 16. | 〈[Stef]〉                                                   |                                                    | 0:10      |
| 17. | 〈By_Myslf (Feat. 조시 에이브러햄, 스티븐 카펜터)〉          |                                                    | 3:42      |
| 18. | 〈Kyur4 th Ich (Feat. 조 한)〉                               |                                                    | 2:32      |
| 19. | 〈1Stp Klosr (Feat. 험블 브라더스, 조나단 데이비스)〉        |                                                    | 5:46      |
| 20. | 〈Krwlng (Feat. 애런 루이스)〉                               |                                                    | 5:40      |

| #   | 제목                                | 작사·작곡 | 재생 시간 |
| --- | ----------------------------------- | --------- | --------- |
| 21. | 〈Buy Myself (마릴린 맨슨 리믹스)〉 | 린킨 파크 | 4:26      |

## 인증
| 국가                                                                                         | 인증     | 판매량/출하량 |
| -------------------------------------------------------------------------------------------- | -------- | ------------- |
| 아르헨티나 (CAPIF)                                                                           | 골드     | 20,000^       |
| 오스트레일리아 (ARIA)                                                                        | 골드     | 35,000^       |
| 오스트리아 (IFPI 오스트리아)                                                                 | 골드     | 15,000*       |
| 브라질 (Pro-Música Brasil)                                                                   | 골드     | 50,000*       |
| 독일 (BVMI)                                                                                  | 골드     | 150,000^      |
| 뉴질랜드 (RMNZ)                                                                              | 골드     | 7,500^        |
| 스위스 (IFPI 스위스)                                                                         | 골드     | 20,000^       |
| 영국 (BPI)                                                                                   | 플래티넘 | 300,000       |
| 미국 (RIAA)                                                                                  | 플래티넘 | 1,900,000     |
| *판매량을 기반으로 한 인증 · ^출하량을 기반으로 한 인증 · 판매량+스트리밍을 기반으로 한 인증 |          |               |